# Holger Waldmann
Holger Waldmann  (* 12. Oktober 1964; † 6. Oktober 2011) war ein deutscher Fußballschiedsrichter.

## Leben
Waldmann war seit 1979 Schiedsrichter. Auf Verbandsebene leitete er ab 1987 Spiele, auf norddeutscher Ebene seit 1989. Zur Saison 1992/93 wurde Waldmann DFB-Schiedsrichter. In diesem Amt kam er in der Bundesliga und 2. Bundesliga als Schiedsrichterassistent zu Einsätzen. 
Im Rückspiel des Viertelfinales der U-21-Fußball-Europameisterschaft 1994 zwischen Portugal und Polen in Coimbra stand Waldmann am 23. März 1994 Markus Merk als Assistent zur Seite. Er assistierte zudem am 23. August 1994 Hartmut Strampe im UEFA-Pokal 1994/95 im Vorrundenrückspiel zwischen Linfield FC und FH Hafnarfjörður. 
Am 12. November 1994 leitete Waldmann mit der Partie zwischen dem 1. FSV Mainz 05 und Hertha BSC in der 2. Bundesliga erstmals selbst ein Profispiel. Er kam am 10. März 1995 bei der Zweitligapartie zwischen dem 1. FC Nürnberg und Fortuna Düsseldorf zu seinem zweiten Profieinsatz als leitender Schiedsrichter.
Im Jahr 2000 beendete Waldmann sein Engagement auf der DFB-Ebene und widmete sich wieder dem lokalen Verbandsfußball in Niedersachsen und der Grafschaft Bentheim als Schiedsrichterbeobachter für den Niedersächsischen Fußballverband sowie als Schiedsrichterlehrwart und Kreisschiedsrichterobmann für den Kreisfußballverband Grafschaft Bentheim.
Waldmann lebte in Lohne und hinterlässt Ehefrau und drei Kinder.

## Trivia
Der Podcast drei90 stieß bei der Award-Show in der Recherche zu Wolf-Günter Wiesel im Artikel Zusammen 300 Jahre mit der Pfeife aktiv (NFV-Journal 2/2010) auf Waldmann. Daraufhin beschäftigte man sich intensiv in der Folge vom 4. Juni 2024 (abrufbar bei Patreon) mit seiner Person. Postum wurde er mit „drei90-Awards“ in vier verschiedenen Kategorien ausgezeichnet.